# Jan Kuchta
Jan Kuchta, född 8 januari 1997, är en tjeckisk fotbollsspelare som spelar för Sparta Prag. Han representerar även det tjeckiska landslaget.

## Klubbkarriär
Den 12 januari 2022 värvades Kuchta av Lokomotiv Moskva, där han skrev på ett kontrakt till sommaren 2026. Den 25 juni 2022 lånades Kuchta ut till Sparta Prag på ett låneavtal över säsongen 2022/2023 med option för köp. I maj 2023 utnyttjade Sparta Prag köpoptionen och Kuchta skrev på ett flerårskontrakt med klubben.

## Landslagskarriär
Kuchta debuterade för Tjeckiens landslag den 8 oktober 2021 i en 2–2-match hemma mot Wales, där han blev inbytt i den 83:e minuten mot Alex Král.